# Tiempo de dragones
Tiempo de dragones es una película de fantasía argentina todavía en proceso de preproducción. La cinta está basada en el libro de la famosa escritora de literatura fantástica Liliana Bodoc, quién se hará cargo de adaptar su obra, y será dirigida por el especialista en efectos visuales Pablo Helman. Si bien no se conoce por los momentos la fecha de estreno, se prevé que sea en 2016. El tiempo de fraternidad entre humanos y dragones es destruido por el linaje Dratewka, pero una profecía advierte sobre la llegada de un elegido, destinado a restablecer la armonía. Para huir de la esclavitud, algunos dragones rebeldes cruzan el mar. Los Dratewka envían una flota tras ellos pero también los Tzarus, aliados de los dragones, cruzan el mar. En el nuevo continente, Antón, mago y alquimista, encuentra a un niño abandonado en el bosque y advierte que puede ser el Elegido.
Lo llama Nulán y lo entrega a una mujer para su crianza. A partir de allí comienza a cumplirse una profecía que enfrentará a ejércitos y magos, extranjeros y nativos, que reabrirá la Perforación, una dimensión mágica del bosque. Nulán deberá aceptar un destino que le resulta ajeno mientras los últimos dragones rebeldes escondidos en las montañas se preparan para participar de la guerra.

## Sinopsis
El tiempo de fraternidad entre humanos y dragones es destruido por el linaje Dratewka, pero una profecía advierte sobre la llegada de un elegido, destinado a restablecer la armonía. Para huir de la esclavitud, algunos dragones rebeldes cruzan el mar. Los Dratewka envían una flota tras ellos pero también los Tzarus, aliados de los dragones, cruzan el mar.
En el nuevo continente, Antón, mago y alquimista, encuentra a un niño abandonado en el bosque y advierte que puede ser el Elegido. Lo llama Nulán y lo entrega a una mujer para su crianza. A partir de allí comienza a cumplirse una profecía que enfrentará a ejércitos y magos, extranjeros y nativos, que reabrirá la Perforación, una dimensión mágica del bosque. Nulán deberá aceptar un destino que le resulta ajeno mientras los últimos dragones rebeldes escondidos en las montañas se preparan para participar de la guerra.

## Promoción
El 3 de noviembre de 2014 la productora a cargo de los efectos especiales Nomad VFX reveló un avance ("teaser tráiler") en su cuenta oficial de YouTube con el fin de contar un poco sobre la trama de la película y dar a conocer un pequeño vistazo a los efectos especiales que tendrá el film. Dicho vídeo es acompañado por una breve descripción: <<Ciruelo + Bodoc = The best epic fantasy combination>> (Ciruelo + Bodoc = La mejor combinación de fantasía épica).